# Repunt

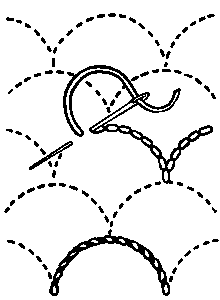
Repunt bàsic

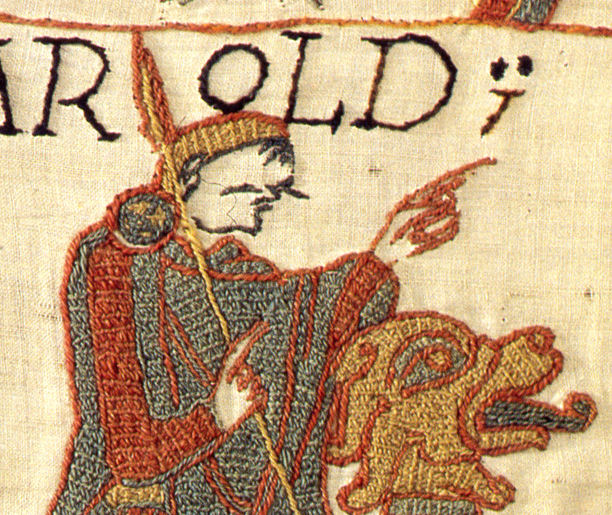
Detall del tapís de Bayeux que mostra text que mostra i contorneja en punt herba.

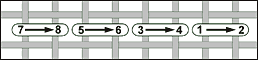
Diagrama de punts per treballar un repunt

El repunt o puntada de tornada, i les seves variants derivades de punt herba, punt contorn i punt dividit, són una classe de puntades de costura i brodats en el qual els punts individuals es fan retrocedir respecte a la direcció general de costura.
En la costura a mà, s'empra com una puntada útil per unir definitivament i fortament dues peces de teixit.
En brodat, aquestes puntades formen línies i s'utilitzen freqüentment per contornejar formes i afegir detalls fins en una imatge.

## Galeria de puntades

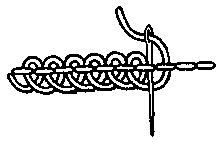
Punt pequinès
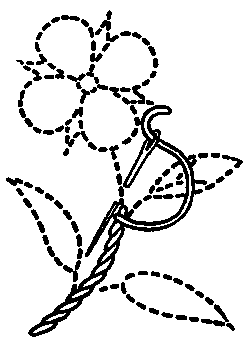
Punt herba
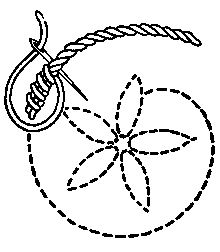
Punt herba sobrefilat
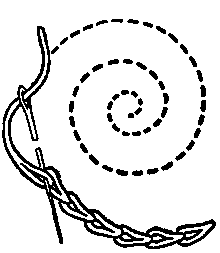
Punt dividit